# Graphiurus johnstoni
Espèce
Synonymes
- Graphiurus kelleni (Thomas, 1898) ssp. johnstoni

Statut de conservation UICN

 DD  : Données insuffisantes
Graphiurus johnstoni est une espèce de petit rongeur de la famille des Gliridae qui fait partie des loirs africains.